# Perissomastix lucifer
Perissomastix lucifer är en fjärilsart som beskrevs av László Anthony Gozmány. Perissomastix lucifer ingår i släktet Perissomastix och familjen äkta malar. Inga underarter finns listade i Catalogue of Life.